# Quezon (Quezon)
Quezon (Bayan ng Quezon) är en kommun på Filippinerna. Kommunen ligger på ön Luzon, och tillhör provinsen Quezon. Folkmängden uppgick 2012 till 14 594 invånare.

## Källor

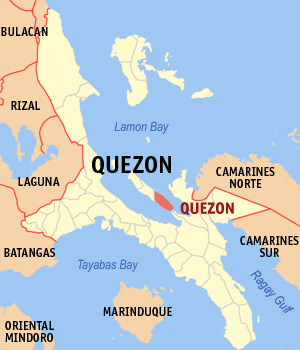

## Barangayer
Quezon delas in i 24 barangayer.
| - Apad - Argosino - Cagbalogo - Caridad - Cometa - Del Pilar - Guinhawa - Gumubat - Magsino - Mascariña - Montaña - Barangay I (Pob.) | - Barangay II (Pob.) - Barangay III (Pob.) - Barangay IV (Pob.) - Barangay V (Pob.) - Barangay VI (Pob.) - Sabang - Silangan - Tagkawa - Villa Belen - Villa Francia - Villa Gomez - Villa Mercedes |